# Аллеров, Владислав Юрьевич
Владисла́в Ю́рьевич Алле́ров (укр. Владислав Юрійович Аллеров, позывной — Фокс; 2 января 1985, Симферополь — 30 мая 2022, Изюм) — украинский военнослужащий, полковник, участник российско-украинской войны. Герой Украины (27 декабря 2022, посмертно).

## Биография
Родился 2 января 1985 года. В конце 1980-х семья проживала в грузинском городе Ахалкалаки. Жил во Львове и Раве-Русской. Учился в пяти школах. Аттестат получил в Украинской школе-гимназии г. Симферополя. В 2006 году окончил Национальную академию Национальной гвардии Украины.
До 2012 года служил в Крыму, в роте специального назначения ВВ МВД «Лаванда» — единственного в то время горного спецподразделения во внутренних войсках Украины.
Получил обучение по стандартам НАТО, в частности, прошел два горно-альпийских курса в Румынии и Италии. Хорошо владел английским.
Проходил службу в самых горячих точках с 2014 года. Командир группы спецназа Нацгвардии «Омега» в бою под Семеновкой 5 мая 2014 года. В июне 2014 года участвовал в боях за Ясиноватую.
В 2021 году защитил диссертацию на соискание ученой степени кандидата исторических наук на тему «Военно-призывные кампании в Вооружённых силы СССР в условиях формирования многопартийной системы в Украинской ССР (1990—1991)».
С началом российского вторжения в Украину продолжил службу. 25 февраля 2022 года его отряд был срочно передислоцирован в Житомир — отражать российское наступление на севере страны. Через несколько дней полковник Аллеров и его подчинённые уже освобождали Макаров Киевской области. Затем освобождали территорию Черниговщины, а затем Сумщины. Погиб 30 мая 2022 года под артиллерийским обстрелом в районе Изюма в Харьковской области. В результате обстрела один из бойцов получил ранение обеих ног. Полковник Аллеров наложил парню турникеты, передал его группе эвакуации и продолжил бой, в котором, сам получил ранение, не совместимое с жизнью.
Похоронен 1 июня 2022 года на Лычаковском кладбище Львова.

## Награды
- Звание «Герой Украины» с удостоением ордена «Золотая Звезда» (27 декабря 2022, посмертно) — за личное мужество и героизм, проявленные в защите государственного суверенитета и территориальной целостности Украины, верность военной присяге[8].
- Орден «За мужество» III степени (17 июня 2016, посмертно) — за личное мужество и самоотверженные действия, проявленные в защите государственного суверенитета и территориальной целостности Украины, верность военной присяге[9].
- Знак отличия Президента Украины «За участие в Антитеррористической операции».

## Семья
- Отец Юрий Аллеров — командир Национальный гвардии Украины (30 декабря 2015 — 7 мая 2019).